# Wimbledon Championships 1951
Die 65. Auflage der Wimbledon Championships fand 1951 auf dem Gelände des All England Lawn Tennis and Croquet Club an der Church Road statt.
Doris Hart gewann in allen drei Wettbewerben, in denen sie anstrat (Einzel, Doppel und Mixed), den Titel.

## Herreneinzel
Dick Savitt, der in diesem Jahr bereits die australischen Meisterschaften gewonnen hatte, besiegte im Finale Ken McGregor und errang seinen einzigen Titel in Wimbledon.

## Dameneinzel
Bei den Damen errang Doris Hart ihren zweiten Einzeltitel nach 1947.

## Herrendoppel
Im Herrendoppel waren Ken McGregor und Frank Sedgeman erfolgreich.

## Damendoppel
Im Damendoppel siegten Shirley Fry und Doris Hart.

## Mixed
Im Mixed waren Doris Hart und Frank Sedgeman erfolgreich.

## Quelle
- J. Barrett: Wimbledon: The Official History of the Championships. HarperCollins Publishers, London 2001, ISBN 0-00-711707-8.